# 多洛雷斯呼声

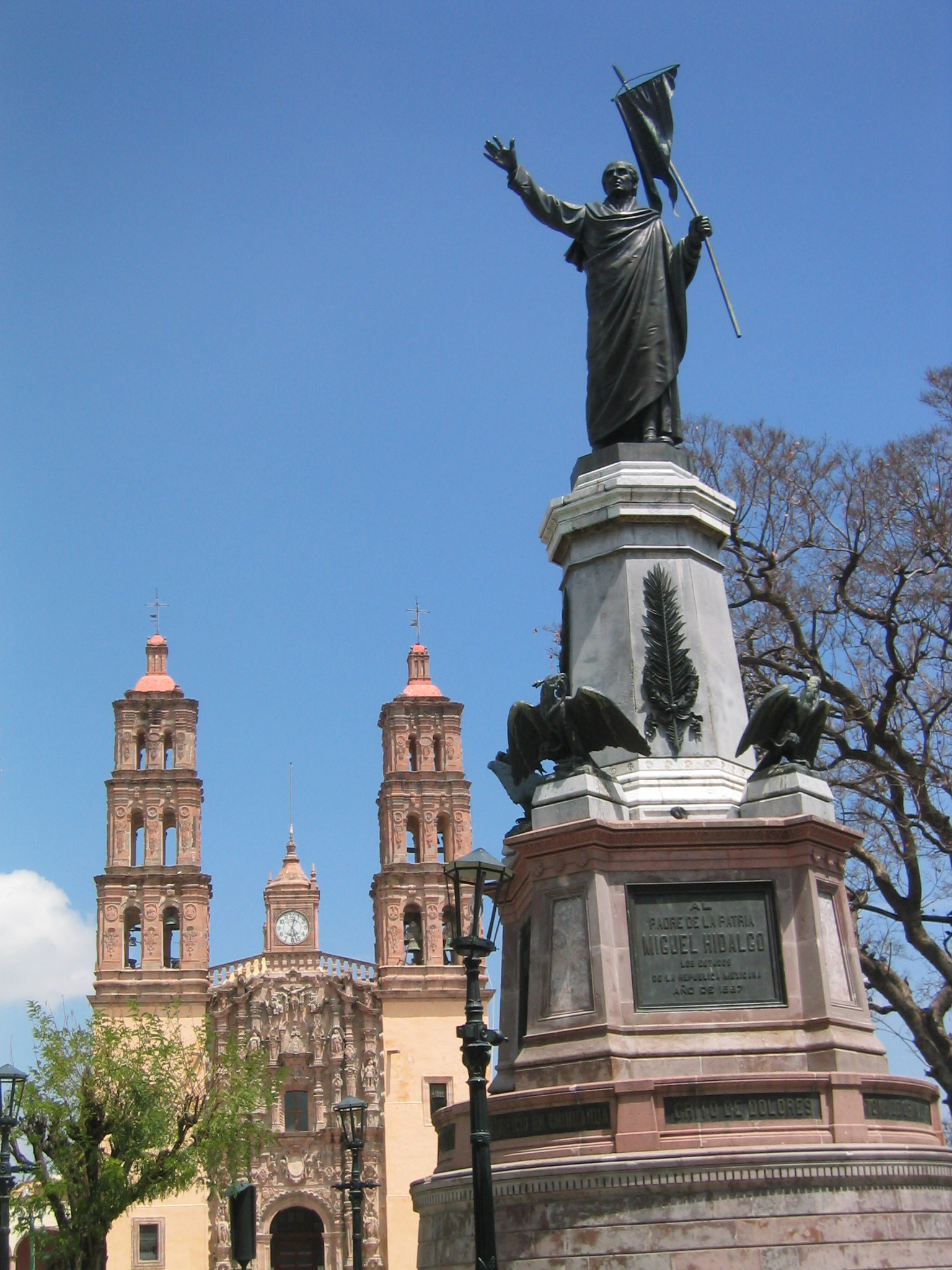
米格爾·伊達爾戈神父雕像，在墨西哥的多洛雷斯教堂前

多洛雷斯呼声（西班牙語：Grito de Dolores）是1810年9月16日在墨西哥多洛雷斯发生的事件。
在当天清晨，墨西哥独立之父米格尔·伊达尔戈神父在多洛雷斯教堂敲响钟声召集了附近的民众，并问他们：“你们愿意自由吗？300年前，可恨的西班牙人夺取了我们的土地，你们愿意全力以赴的夺回来吗？瓜達露佩聖母萬歲！暴政去死！殺光西班牙人！”随即民众高喊“绞死这些殖民强盗！”“独立万岁！”这既是“多洛雷斯呼声”。
在墨西哥独立后，9月16日被定为墨西哥独立日，每年的这一天总统都要在国家宫露台上带领民众呼喊“多洛雷斯呼声”以示纪念。